# Rio Bengalas
O rio Bengalas é o rio que corta a cidade de Nova Friburgo no estado do Rio de Janeiro, Brasil. Com seus afluentes rios Santo Antônio e Cônego, o Rio Bengalas está situado na sub-bacia do rio Dois Rios.

## Geografia e aspectos históricos
O Bengalas tem inicio na confluência dos rios Santo Antônio e Cônego. Após cruzar a sede do município de Nova Friburgo, o Rio Bengalas junta-se ao Rio Grande, que é um dos principais afluentes da margem direita do Rio Paraíba do Sul.
Durante o século XIX foi iniciado o processo de retificação do Rio Bengalas, sendo eliminados diversos de seus meandros na área urbana da cidade friburguense. Em 1833, durante a administração do doutor Joao Bazet, foi eliminada o primeiro de seus meandros, localizado nas proximidades da Ponte do Suspiro; posteriormente o então governo da Província do Rio de Janeiro executou obras de retificação em longo trecho, compreendido entre o início do rio e a Ponte do Suspiro.
Ao longo do século XX, as feições naturais do Rio Bengalas mudariam bastante. O Governo federal, por meio do Departamento Nacional de Obras de Saneamento (DNOS), executou quilômetros de retificações e eliminou áreas pantanosas entre a altura da Fábrica Haga até próximo à barragem, na Serra do Catete; tal obra veio a viabilizar a construção, naquele trecho, da então rodovia estadual Tronco Norte Fluminense, atual RJ-116.
Ao longo do século XX, com a cada vez maior urbanização de Friburgo e o seu desenvolvimento industrial, houve um aumento populacional, causando danos ambientais as margens e a qualidade das águas do Rio Bengalas.

## Toponímia
Não se sabe exatamente datar quando o rio passou a ser denominado como "Rio Bengalas", todavia, a origem de seu nome deve-se ao fato de nele abundar uma espécie vegetal cujo caule era usado para a confecção de bengalas, uma espécie de bastão sobre o qual se apoia a mão ao caminhar.